# Lin He
Lin He (chinesisch 何琳, Pinyin Hé Lín; geb. Januar 1974 in der Provinz Fujian, China) ist eine chinesisch-US-amerikanische Molekularbiologin. Sie ist außerordentliche Professorin für Zell- und Entwicklungsbiologie an der University of California, Berkeley, in der Fakultät für Molekular- und Zellbiologie. Dort leitet sie ein Labor zur Identifizierung von nicht kodierender DNA, die eine Rolle bei der Krebsentstehung und der Selbsterhaltung von Tumoren spielen könnte.

## Biografie
Lin He wuchs im Peking vor der Zeit der Hochhäuser auf. Ihre Eltern waren Ingenieure. Sie wurde 1992 für die Biologiefakultät der Tsinghua-Universität zugelassen und machte dort 1997 ihren Abschluss als Bachelor of Science. Während ihres Studiums beschäftigte sie sich mit der Beziehung von Pigmentierungsgenen und Verhalten sowie Neuropathologie. Sie und ihre Mitstudierenden identifizierten die Mausgenmutation Mahoganoid, die altersabhängig neurale Degeneration aufweist, wie man sie bei Prionenkrankheiten (wie Rinderwahnsinn) beobachten kann, jedoch ohne die degenerationsresitenten fehlgefalteten Proteine der Prionenkrankheiten. 2003 erlangte Lin He an der Stanford Medical School ihren Doktortitel. Dafür hatte sie mit Gregory S. Barsh zusammengearbeitet. Lin He war zusammen mit Greg Hannon von 2003 bis 2007 Postdoc-Stipendiat am Cold Spring Harbor Laboratory. 2008 ging Lin He an die University of California, Berkeley.
Lin Hes Forschung konzentriert sich auf die Rolle nichtcodierender MicroRNAs bei der Entwicklung und Selbsterhaltung von Tumoren. Sie konnte nachweisen, dass es so was wie überflüssige DNA nicht gibt.

“We have come a long way to realize that miRNAs truly play an important role.”

„Wir haben lange gebraucht, um zu verstehen, dass miRNAs eine wirklich wichtige Rolle spielen.“

Insbesondere fand sie heraus, dass miR-34, eine spezielle MicroRNA-Familie unter anderem eine wesentliche Rolle bei der Blockierung der Replikation von Tumorzellen bei Lungenkrebs spielt. 2017 konzentrierte sich ihre Forschung auf das Verständnis des Mechanismus der Tumorunterdrückung durch miR-34. Ihr Labor untersucht außerdem die Familie miR-17/92. family. Differentialausdrücke dieser MicroRNA-Cluster wurden bei Lymphdrüsenkrebs beobachtet, was bedeuten könnte, dass Mitglieder der miR-17/92-Familie potenzielle Onkogene sind. Hes Arbeiten erschienen in Nature, Nature Genetics und Science.
Lin He lebt mit ihrem Mann Kai Jiang und dem gemeinsamen Sohn Gabriel Jiang in Nordkalifornien.

## Auszeichnungen
- Lin He erhielt 2009 zusammen mit dem Informatiker Maneesh Agrawala die mit je 500.000 USD dotierte fünfjährige MacArthur Fellowship.[3][7]
- 2009 erhielt sie den TWAS Prize.[8]

## Veröffentlichungen
- S. Chen, B. Lee, A. Lee, A. Modzelewski, Lin He: Highly Efficient Mouse Genome Editing by CRISPR Ribonucleoprotein Electroporation of Zygotes. J. Biol Chem, 5. Mai 2016
- V. Olive, E. Sabio, A. C. Minella, Lin He: Outside the coding genome, microRNAs make a big difference. Science Signaling, Sci Signal. 17. Mai 2015
- R. Song, P. Walentek, N. Sponer, M. Lize, A. Klimke, J. S. Lee, G. R. Dixon, P. Lishko, M. Kessel, Lin He: miR-34/449 miRNAs are required for motile ciliogenesis by repressing Cp110. Nature, research article, 5. Juni 2014
- J. Y, Krzeszinski, W. Wei, H. Huynh, Z. Jin, T. Chang, X. Xie, Lin He, M. S. Lingegowda, G. Lopez-Berestein, A. K. Sood, J. T. Mendell, Y. Wan: MiR-34a blocks Osteoporosis and Bone Metastasis by Inhibiting Osteoclastogenesis and Tgif2. Nature, 28. August 2014
- B. Xue B, Lin He: An expanding universe of the non-coding genome in cancer biology. Carcinogenesis, Juni 2014
- N. Okada, M. Ribeiro, A. Biton, C. Lin, G. Lai, P. Bu, H. Vogel, D. M. Jablons, A. Keller, J. E. Wilkinson, B. He, T. P. Speed, Lin He: A positive feedback between p53 and miR-34 miRNAs mediates tumor suppression. Genes and Development, 1. März 2014
- V. Olive, E. Sabio, M. Bennett, C. De Jong, A. Biton, J. C. McGann, S. K. Greaney, N. M. Sodir, A. Y. Zhou, A. Balakrishnan, M. Foth, M. Luftig, A. Goga, T. P. Speed, Z. Xuan, G. Evan, Y. Wan, A. Minella, Lin He: A component of the mir-17-92 polycistronic oncomir promotes oncogene-dependent apoptosis. Elife. 15. Oktober 2013
- Y. Choi, C. Lin, Y. Zhong, X. He, S. Kim, N. Okada, P. Bu, M. J. Bennett, C. Chen, A. Ozturk, G. Hicks, G. J. Hannon, Lin He: miR-34a miRNA provides a barrier for somatic cell reprogramming. Nature Cell Biology, 23. Oktober 2011
- Lin He: Post-transcriptional regulation of PTEN dosage by non-coding RNAs. Science Signaling 2. November 2010
- V. Olive, M. J. Bennett, J. C. Walker, C. Ma, I. Jiang, C. Cordon-Cardo, Q. Li, S. W. Lowe, G. J. Hannon, Lin He: miR-19 is a key oncogenic component of mir-17-92. Genes and Development 15. Dezember 2009
- Lin He, X. He, S. W. Lowe, G. J. Hannon: microRNAs join the p53 pathway, another piece of the tumor suppressor puzzle. Nat Rev Cancer. November 2007
- Lin He, X. He, L. P. Lim, E. de Stanchina, Z. Xuan, Y. Liang, W. Xue, L. Zender, J. Magnus, D. Ridzon, A. L. Jackson, P. S. Linsley, C. Chen, S. W. Lowe, M. A. Cleary, G. J. Hannon: A microRNA component of the p53 tumour suppressor network. Nature. 28. Juni 2007
- Lin He, J. M. Thomson, M. T. Hemann, E. Hernando-Monge, D. Mu, S. Goodson, S. Powers, C. Cordon-Cardo, S. W. Lowe, G. J. Hannon, S. M. Hammond: A microRNA polycistron as a potential human oncogene. Nature. 9. Juni 2005
- Lin He, G. J. Hannon: MicroRNAs: small RNAs with a big role in gene regulation. Nat Rev Genet. Juli 2004
- Lin He, X. Y. Lu, A. F. Jolly A. G. Eldridge, S. J. Watson, P. K. Jackson, G. S. Barsh. T. M. Gunn: Spongiform encephalopathy caused by defects of an E3 ubiquitin ligase in mahoganoid mice. Science, 31. Januar 2003
- Lin He, T. m. Gunn, D. M. Bouley, X. Y. Lu, S. J. Watson, S. F. Schlossman, J. S. Duke-Cohan, G. S. Barsh: A biochemical function for attractin in agouti-induced pigmentation and obesity. Nat Genet. Januar 2001
- T. M. Gunn, K. A: Miller, Lin He, R. W. Hyman, R. W. Davis, A. Azarani, S. F. Schlossman, J. S: Duke-Cohan, G. S. Barsh: The mouse mahogany locus encodes a transmembrane form of human attractin. Nature 11. März 1999